# Марданшин, Ринат Мукатдисович
Ринат Мукатдисович Марданшин (тат. Ринат Мөкатдәс улы Мәрданшин; 24 декабря 1963, Октябрьский, Башкирская АССР, РСФСР, СССР — 19 января 2005, Октябрьский, Республика Башкортостан, Россия) — советский и российский мотогонщик, участник соревнований по спидвею, чемпион России в личном и командном зачётах. Вице-чемпион Командного чемпионата мира по спидвею в составе сборной России.

## Биография
Родился 24 декабря 1963 года в городе Октябрьский.
Свою первую гонку за местный клуб «Нефтяник» в 1982 году провёл : "Башкирия" — "Нефтяник". В составе "Нефтяника" становился серебряным и бронзовым призёром КЧ СССР.
В 1986—1987 проходил воинскую службу в Приволжском округе и был зачислен в состав клуба «Жигули» (Тольятти), с которым также стал вице-чемпионом страны. В 1988 выступал за "Сигнал" из Ровно, где стал бронзовым призёром ЛЧ СССР, но уже в следующем году вернулся в Октябрьский. За годы в башкирской команде (1989 - 2004) четырежды стал чемпионом РСФСР/России в личном зачёте и дважды - в командном. 
В 1996 г. добился выдающегося результаты — серебряных медалей Командного чемпионата мира вместе с Олегом Кургускиным и Сергеем Даркиным.
Сезон 1999 пропустил из-за полученной в апреле травмы.
В  2004 году в гонке с командой "Украина" после падения получил серьёзную травму и принял решение завершить спортивную карьеру.
19 января 2005 года после успешной операции по снятию пластины с ключицы, закреплявшей полученную травму, скоропостижно скончался на 42-м году жизни от обширного инфаркта в больнице города Октябрьский.
Похоронен в Октябрьском на мусульманском кладбище в микрорайоне Муллино.

## Среднезаездный результат
| Лига        | 1982            | 1983                  | 1984                  | 1985         | 1986          | 1987         | 1988           | 1989           | 1990           | 1991            | 1992              | 1993            |
| ----------- | --------------- | --------------------- | --------------------- | ------------ | ------------- | ------------ | -------------- | -------------- | -------------- | --------------- | ----------------- | --------------- |
| (ВЛ) //     | ??? Нефтяник    | ??? Нефтяник          | ??? Нефтяник          | ??? Нефтяник | 2,526 Жигули  | 2,646 Жигули | 2,032 Сигнал   | 2,582 Нефтяник | 3,435 Нефтяник | 2,700 Строитель | 2,500 Строитель   | 2,500 Строитель |
| (I)         | -               | -                     | -                     | -            | -             | -            | -              | -              | -              | -               | 1,294 Уния Тарнув | -               |
| Лига        | 1994            | 1995                  | 1996                  | 1997         | 1998          | 1999         | 2000           | 2001           | 2002           | 2003            | 2004              |                 |
| Флаг России | 2,750 Строитель | 2,588 Лукойл-Башкирия | 2,733 Лукойл-Башкирия | 2,467 Лукойл | 2,686 Лукойл  | -            | 2,395 Лукойл   | 2,074 Лукойл   | 2,147 Лукойл   | 1,878 Лукойл    | 1,000 Лукойл      |                 |
| (I)         | -               | -                     | -                     | -            | -             | -            | 1,750 Колеяж О | -              | -              | -               |                   |                 |
| (II)        | -               | 2,375 Шлёнск          | 2,505 Шлёнск          | 2,615 Искра  | 2,069 Влукняж | 1,200 Искра  | -              | 2,261 Варшава  | 2,043 Искра    | -               |                   |                 |

## Достижения
| - Чемпионат СССР/СНГ по спидвею в личном зачёте — 3 место (1988) в командном зачёте —2 место (1983, 1986, 1992), 3 место (1982) - Кубок СССР в парном зачёте — 1 место (1989) - Чемпионат России по спидвею в командном зачёте — 1 место (1997, 2000), 2 место (1993, 1994, 1995, 1998, 2001, 2002, 2003, 2004) в личном зачёте — 1 место (1989, 1996, 1997, 1998), 2 место (1985, 1995), 3 место (1990) в парном зачёте — 3 место (1998, 2000, 2001) - Спартакиада народов России в личном зачёте — 3 место (1990) в командном зачёте — 3 место (1986, 1990) | - Победитель Мемориала А. Баскакова — 1991, 1992 гг. - Победитель личного кубка Башкортостана — 1993, 1999 гг. - Серебряный призёр кубка Башкортостана — 1995, 1998 гг. - Победитель командного кубка президента Башкортостана — 2000 г. - Двукратный серебряный и однократный бронзовый призёр Мемориала Г. Кадырова - Личный чемпионат мира по спидвею на длинном треке — 8 место в ½ финала (1992), 11 место в ¼ финала (1993) |  |

## Память
В память о гонщике в Октябрьском ежегодно  проводится Мемориал Рината Марданшина. Также в честь гонщика названа улица № 8 в 40-м микрорайоне города.
| Год  | Победитель                     | Второе место                   | Третье место                  |
| 2005 | Семён Власов (Октябрьский)     | Денис Гизатуллин (Октябрьский) | Ренат Гафуров (Октябрьский)   |
| 2006 | Денис Гизатуллин (Октябрьский) | Семён Власов (Салават)         | Руслан Гатиятов (Октябрьский) |
| 2007 | Денис Гизатуллин (Октябрьский) | Руслан Гатиятов (Октябрьский)  | Алексей Гузаев (Балаково)     |
| 2008 | Денис Гизатуллин (Балаково)    | Ренат Гафуров (Салават)        | Сергей Даркин (Салават)       |
| 2009 | Роман Поважный (Балаково)      | Денис Гизатуллин (Балаково)    | Ренат Гафуров (Владивосток)   |
| 2010 | Игорь Кононов (Салават)        | Сергей Даркин (Тольятти)       | Олег Бесчастнов (Тольятти)    |
| 2011 | Даниил Иванов (Тольятти)       | Семён Власов (Салават)         | Сергей Даркин (Тольятти)      |
| 2012 | Сергей Даркин (Салават)        | Виктор Кулаков (Салават)       | Андрей Кудряшов (Балаково)    |
| 2013 | Семён Власов (Салават)         | Сергей Даркин (Салават)        | Виталий Белоусов (Тольятти)   |
| 2014 | Иван Лысик (Владивосток)       | Сергей Даркин (Тольятти)       | Олег Бесчастнов (Тольятти)    |
| 2015 | Олег Бесчастнов (Тольятти)     | Марат Гатиятов (Октябрьский)   | Сергей Даркин (Тольятти)      |
| 2016 | Илья Чалов (Балаково)          | Ренат Гафуров (Тольятти)       | Кирилл Цуканов (Балаково)     |
| 2017 | Виктор Кулаков (Балаково)      | Вадим Тарасенко (Владивосток)  | Павел Лагута (Владивосток)    |
| 2018 | Игорь Кононов (Октябрьский)    | Сергей Даркин (Тольятти)       | Роман Лахбаум (Тольятти)      |
| 2019 | Денис Гизатуллин (Октябрьский) | Роман Лахбаум (Тольятти)       | Семён Зуев (Тольятти)         |
| 2020 | Никита Зубарев (Октябрьский)   | Евгений Сайдуллин (Тольятти)   | Ренат Гафуров (Тольятти)      |
| 2021 | Сергей Логачёв (Владивосток)   | Виталий Котляр (Владивосток)   | Марат Гатиятов (Октябрьский)  |
| 2022 | Илья Чалов (Балаково)          | Евгений Сайдуллин (Тольятти)   | Павел Лагута (Владивосток)    |
| 2023 | Роман Лахбаум (Тольятти)       | Григорий Лагута (Владивосток)  | Виталий Котляр (Владивосток)  |
| 2024 | Григорий Лагута (Владивосток)  | Виталий Котляр (Владивосток)   | Евгений Сайдуллин (Тольятти)  |